# Surasak Tungsurat
Surasak Tungsurat (Tailandia; 1 de enero de 1965) es un exfutbolista y entrenador de fútbol de Tailandia que jugaba en la posición de defensa. Actualmente es el director deportivo del Samut Prakan FC.

## Carrera

### Club
Jugó toda su carrera con el Navy FC de 1985 a 2001, equipo con el que ganó dos copas nacionales.

### Selección nacional
Jugó para Tailandia en 20 ocasiones de 1988 a 1993 sin anotar goles, participó en la Copa Asiática 1992 y ganó dos medallas en los Juegos del Sudeste Asiático.

### Entrenador
| Periodo   | Club                 |
| --------- | -------------------- |
| 2001–2006 | Rajnavy FC           |
| 2007–2008 | Muangthong United FC |
| 2008–2010 | Rajnavy Futsal Club  |
| 2011      | Suphanburi FC        |
| 2014–2015 | Siam Navy FC         |

## Logros

### Jugador
- Copa de la Liga de Tailandia: 1

1990
- Copa Khor Royal: 1

1989
- Juegos del Sudeste Asiático: 1

1993

### Entrenador
- Liga 2 de Tailandia: 1

2008